# 中音薩克斯風

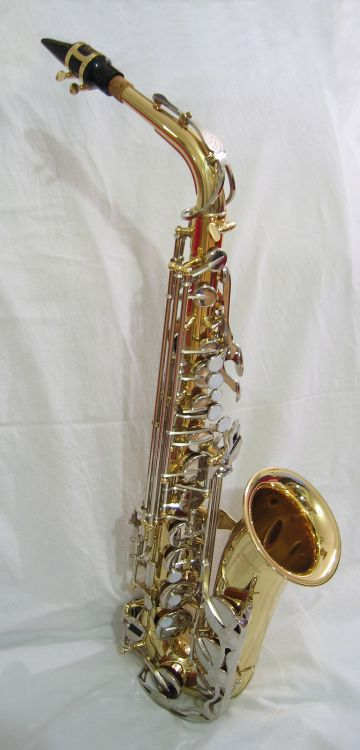
中音薩克斯風

中音薩克斯風（Alto saxophone），是薩克斯風家族的成員，阿道夫·薩克斯於1841年發明。次中音薩克斯風與中音薩克斯風（Alto saxophone）是最受歡迎的薩克斯風。中音薩克斯風是最常見的薩克斯風，降E調，也是應用在古典樂獨奏、合奏中最多的薩克斯風。由於按鍵距離適中，氣息要求和嘴部控制難度介於高音薩克斯和次中音薩克斯風之間，相對便宜的價格和搬運容易，因此成為初學者入門最常使用的薩克斯。中音薩克斯音色較次中音清亮，較高音溫和。中音薩克斯風構成了管樂隊薩克斯聲部的最主要部分，在爵士大樂隊編製中和次中音占同等重要位置。作為獨奏樂器出現相對少一些。